# Associazione Calcio Voghera 1997-1998
Questa voce raccoglie le informazioni riguardanti  l'Associazione Calcio Voghera nelle competizioni ufficiali della stagione 1997-1998.

## Rosa
| N. |                   | Ruolo | Calciatore            |
| -- | ----------------- | ----- | --------------------- |
| -  | Italia (bandiera) | C     | Giorgio Arienti       |
| -  | Italia (bandiera) | C     | Alessio Brambilla     |
| -  | Italia (bandiera) | C     | Marco Bruzzano        |
| -  | Italia (bandiera) | C     | Paolo Cinquetti       |
| -  | Italia (bandiera) | D     | Alessandro Dozio      |
| -  | Italia (bandiera) | P     | Alberto Maria Fontana |
| -  | Italia (bandiera) | C     | Maurizio Franchi      |
| -  | Italia (bandiera) | A     | Matteo Gay            |
| -  | Italia (bandiera) | C     | Giuseppe Misso        |
| -  | Italia (bandiera) | D     | Ulisse Mozzoni        |
| -  | Italia (bandiera) | P     | Giordano Negretti     |

| N. |                   | Ruolo | Calciatore           |
| -- | ----------------- | ----- | -------------------- |
| -  | Italia (bandiera) | D     | Andrea Preite        |
| -  | Italia (bandiera) | A     | Giancarlo Riccadonna |
| -  | Italia (bandiera) | D     | Antonio Ricci        |
| -  | Italia (bandiera) | D     | Matteo Rossi         |
| -  | Italia (bandiera) | C     | Giovanni Russo       |
| -  | Italia (bandiera) | C     | Paolo Sciaccaluga    |
| -  | Italia (bandiera) | D     | Filippo Scipioni     |
| -  | Italia (bandiera) | C     | Pasquale Sensibile   |
| -  | Italia (bandiera) | C     | Fabio Visca          |
| -  | Italia (bandiera) | A     | Alessandro Zirilli   |